# Catedral de la Encarnación (Nashville)
La Catedral de la Encarnación  (en inglés: Cathedral of the Incarnation) es un edificio religioso que se encuentra en el 2015 West End Avenue en Nashville, Tennessee, en Estados Unidos. Es la sede de la diócesis de Nashville.
Es la tercera iglesia catedral católica para Nashville. La primera fue la Catedral del Santo Rosario que fue demolida y ocupó el sitio de lo que ahora es el Capitolio del Estado de Tennessee. La segunda fue la Catedral de Santa María, que todavía se encuentra en la esquina de las calles Fifth y Church.
La construcción de la iglesia comenzó en 1910 bajo la dirección del Obispo Thomas Sebastian Byrne. Fue completada y dedicada el 26 de julio de 1914. La iglesia ha sufrido dos renovaciones importantes en 1937 y 1987. La última renovación fue supervisada por el Padre Richard S. Vosko, consultor de diseño litúrgico y sacerdote de la Diócesis de Albany revisó el rediseño Y la renovación de numerosas iglesias y catedrales en todo el país. 
La arquitectura de la iglesia sifue el modelo de la basílica romana tradicional, específicamente la basílica San Martino ai Monti en Roma. El arquitecto principal fue Fred Asmus.

## Véase también

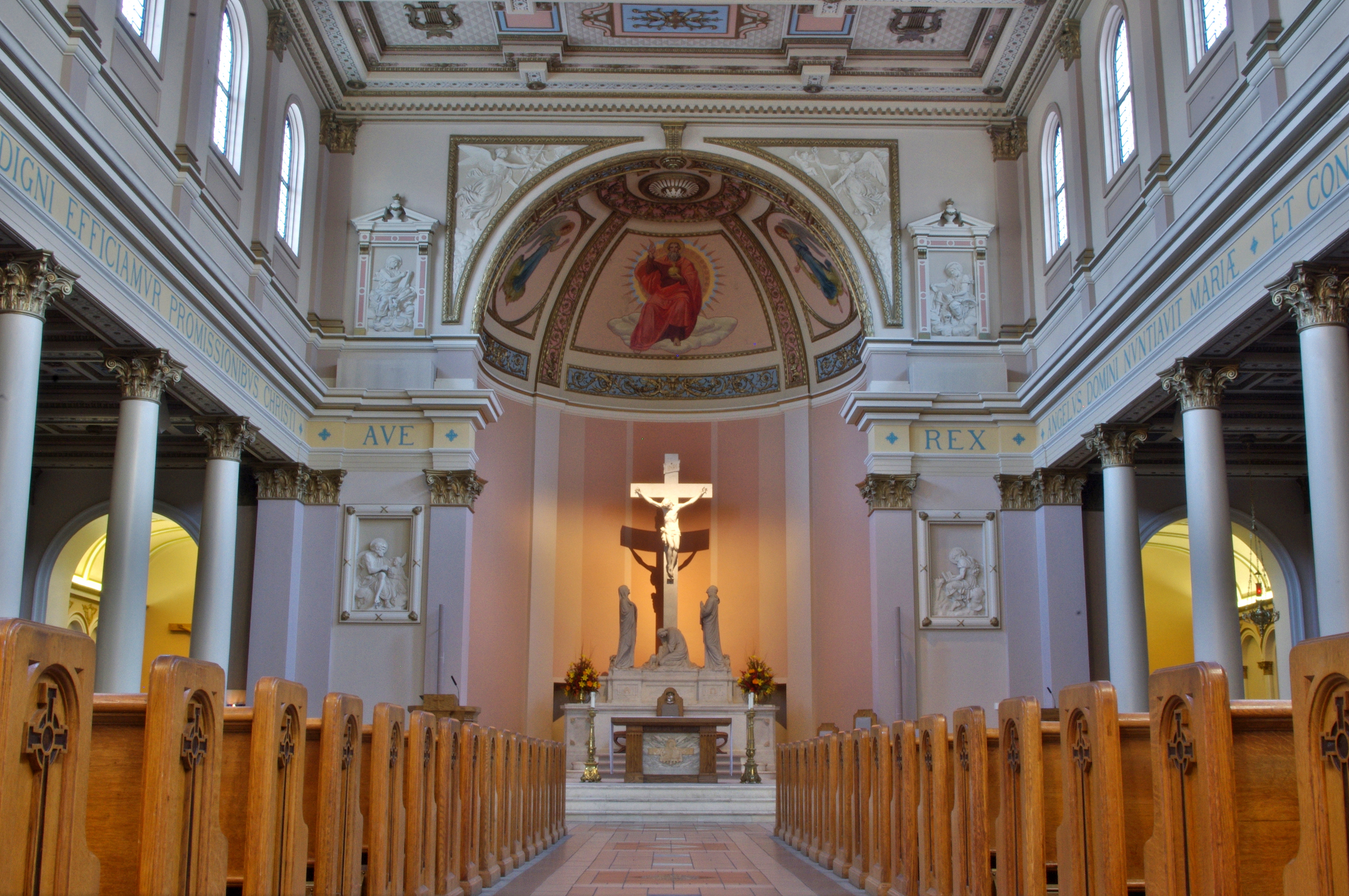
Vista interna